# Similosodus coomani
Similosodus coomani är en skalbaggsart som först beskrevs av Maurice Pic 1926.  Similosodus coomani ingår i släktet Similosodus och familjen långhorningar. Inga underarter finns listade i Catalogue of Life.